# Rimae Grimaldi

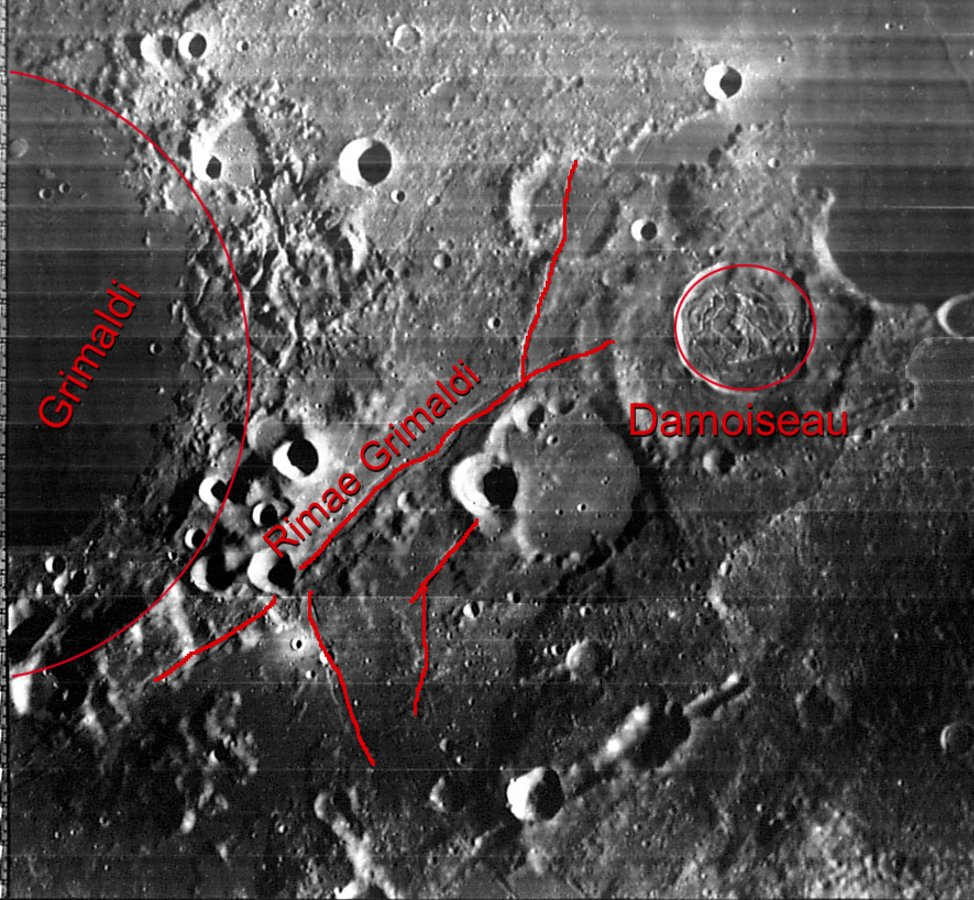
Rimae Grimaldi. Configuración general. (Imagen Digital Lunar Orbiter Photographic Atlas of the Moon)

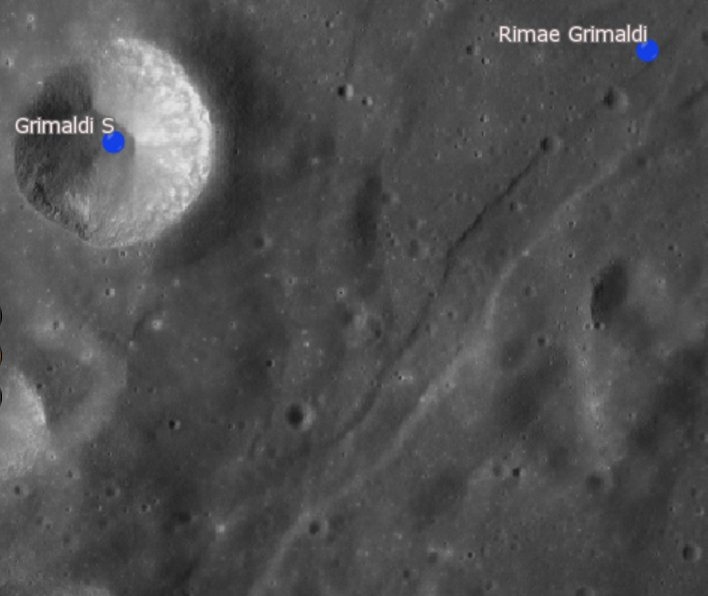
Detalle de Grimaldi, junto al cráter satélite Grimaldi S. Fotografía de la misión LRO

Las Rimae Grimaldi son un elemento de la superficie de la Luna, consistente en una estructura geológica con aspecto de canal (demominada con el término latino rimae) que agrupa una serie de cañones que se desarrollan al sureste del cráter Grimaldi, a lo largo de más de 160 km de longitud.
|  |

Sus coordenadas características son:
- Centro de las rimae: 6°11′S 63°54′O / -6.18, -63.9

- Extremo noreste: 3°17′S 61°47′O / -3.28, -61.78

- Extremo suroeste: 8°49′S 66°14′O / -8.81, -66.24

El canal principal, desde su extremo suroeste en las inmediaciones de Grimaldi L, discurre con un trazado bastante rectilíneo con rumbo noreste hacia el cráter satélite Daimoseau D.